# Wolny Korpus Amerykański
Wolny Korpus Amerykański, zwany też Brygadą Jerzego Waszyngtona (ang. American Free Corps, George Washington Brigade) – planowana amerykańska jednostka Waffen-SS podczas II wojny światowej.
Niemcy w celach propagandowych stworzyli na papierze amerykańską formację Waffen-SS zwaną oficjalnie Wolnym Korpusem Amerykańskim, a także Brygadą Jerzego Waszyngtona. W rzeczywistości nie mieli oni takiej możliwości z powodu bardzo nikłej ilości amerykańskich jeńców wojennych chętnych do służby w ramach armii niemieckiej. Wiadomo o 8 Amerykanach służących w różnych niemieckich jednostkach, w tym w Waffen-SS, którzy zginęli. Informacje o nich są jednak fragmentaryczne, gdyż władze amerykańskie nie podejmowały rzeczywistych prób zbadania tego problemu i wyśledzenia ich po wojnie, odwrotnie jak robili to Brytyjczycy.
Najbardziej znanym Amerykaninem związanym z Korpusem był ppor. Martin James Monti, który zdezerterował z amerykańskich sił powietrznych i pracował jako propagandysta w niemieckim radiu pod pseudonimem Martin Wiethaupt. Następnie wstąpił do jednostki korespondentów wojennych SS-Standarte Kurt Eggers, w której służył w stopniu SS-Untersturmführera. Po zakończeniu wojny został aresztowany i skazany na 25 lat więzienia, ale wypuszczono go na wolność w 1960 r.
Innym znanym uczestnikiem formacji był Peter Delaney (alias Pierre de la Ney du Vair), który w stopniu SS-Haupsturmführera także służył w SS-Standarte Kurt Eggers. Wcześniej prawdopodobnie walczył na froncie wschodnim w ramach Legionu Ochotników Francuskich przeciw Bolszewizmowi. W pewnym momencie spotkał M. J. Montiego, który prawdopodobnie namówił go do wstąpienia do Waffen-SS. Peter Delaney zginął w 1945 r.
Pozostali znani Amerykanie służący w Waffen-SS:
- Hauptsturmführer Josef Awender – lekarz wojskowy w 10 Dywizji Pancernej SS "Frundsberg"
- Untersturmführer Robert Beimes – oficer w 12 Dywizji Pancernej SS "Hitlerjugend"
- Untersturmführer Hans Eckert – przydzielony do szpitala SS w Dachau
- Obersturmbannführer Victor Fehsenfeld – oficer administracyjny w SS-WVHA (Das SS-Wirtschafts- und Verwaltungshauptamt)
- Hauptsturmführer Franz Stark – służył w SD
- Hauptsturmführer Eldon Walli – służył w SS-Kriegsberichter Abteilung (reporterzy wojenni)
- Hauptsturmführer Paul Winckler-Theede – sędzia wojskowy w 2 Dywizji Pancernej SS "Das Reich"

Wolny Korpus Amerykański został wspomniany w znanej książce Kurta Vonneguta pt. "Rzeźnia nr 5".